# Patney
 (septembre 2023).
Patney est une paroisse civile et un village du Wiltshire, en Angleterre.